# Tetillas
Tetillas är en ort i Mexiko.   Den ligger i kommunen Tantoyuca och delstaten Veracruz, i den sydöstra delen av landet, 230 km nordost om huvudstaden Mexico City. Tetillas ligger 168 meter över havet och antalet invånare är 410.
Terrängen runt Tetillas är huvudsakligen platt. Tetillas ligger uppe på en höjd. Runt Tetillas är det ganska tätbefolkat, med 72 invånare per kvadratkilometer. Närmaste större samhälle är Tantoyuca, 11,1 km nordväst om Tetillas. Trakten runt Tetillas består till största delen av jordbruksmark.